# Hapag-Lloyd Express

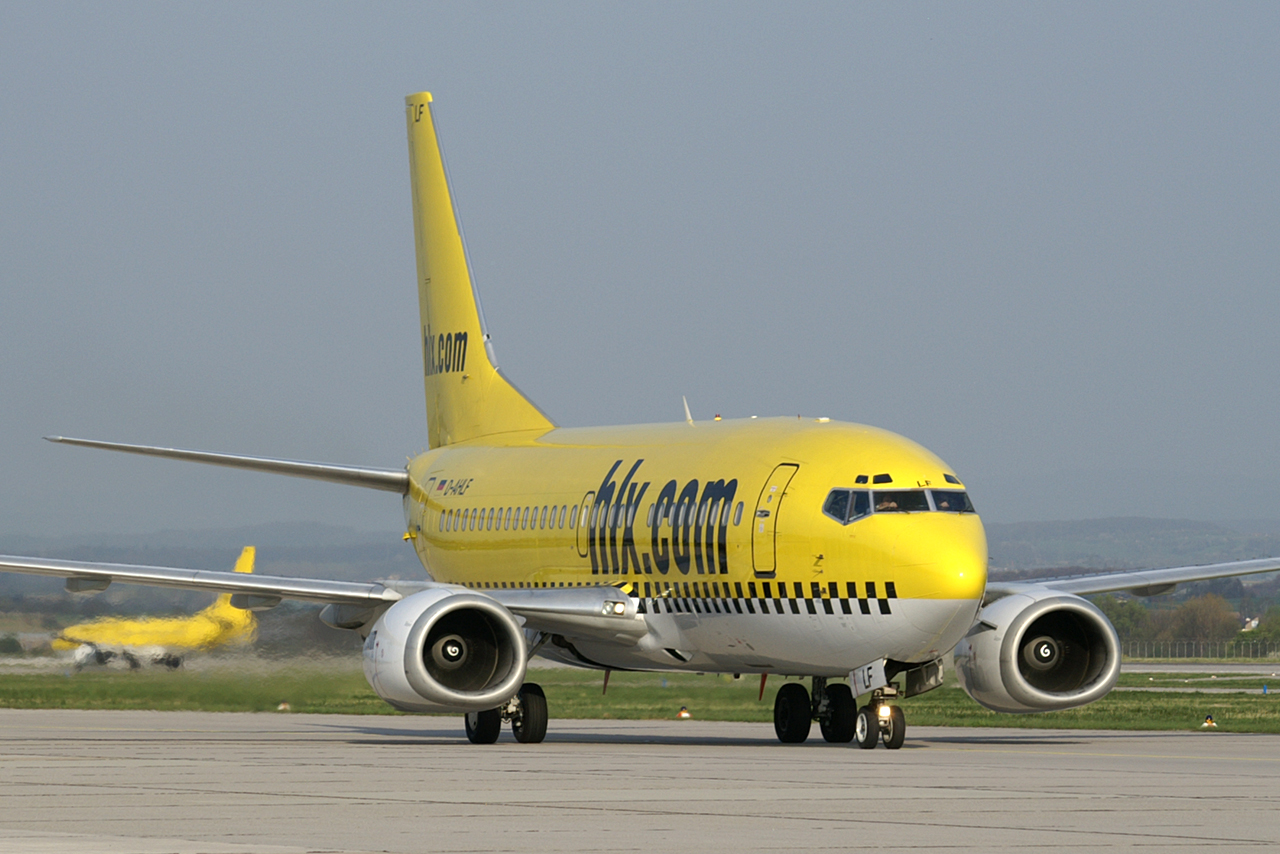
Boeing 737-500 nei vistosi colori della società

Hapag-Lloyd Express GmbH, nota anche come HLX, era una compagnia aerea low cost con sede ad Hannover in Germania. Dal gennaio 2007 la Hapag-Lloyd Express è stata integrata nella TUIfly.

## Storia
HLX, società affiliata a TUI AG, era stata fondata nel 2002. 
Il sistema del prezzo di HLX era costruito in modo simile a quello di altre compagnie aeree concorrenti. Per ogni volo, veniva messo a disposizione un certo contingente di biglietti a prezzi convenienti, mentre il resto dei biglietti veniva venduto ad un prezzo più alto, tuttavia spesso inferiore ai prezzi delle compagnie aeree "tradizionali".
La HLX faceva rotta su 20 mete in sette stati europei partendo dagli aeroporti di Colonia-Bonn, Hannover, Stoccarda, Amburgo, Berlino e Monaco di Baviera.
La compagnia utilizzava 15 aeroplani (principalmente Boeing 737) e tutti i voli erano eseguiti dalle società Hapag-Lloyd Flug (anch'essa appartenente alla TUI SPA) e Germania (una società di voli charter).
In un test della rivista tedesca "test", edizione 02/2005, della istituzione "Stiftung Warentest" (test dei prodotti) la HLX ha raggiunto il voto totale: "buono"
A partire da aprile 2007, la Hapag-Lloyd Express è stata progressivamente integrata con la Hapagfly. Le due compagnie, entrambe appartenenti alla TUI AG, volano ora sotto il nuovo marchio TUIFly, continuando ad offrire servizi low cost sulle principali tratte nazionali tedesche ed europee da e per la Germania.

### Codici
- Codice IATA: X3
- Codice ICAO: HLX

### Flotta
La flotta HLX era costituita dai seguenti aeromobili (estate 2006):
- Boeing 737-500 (5)
- Boeing 737-700 (8)
- Boeing 737-800 (2)